# تافاريس موريرا
تافاريس موريرا (بالبرتغالية: Tavares Moreira‏) هو اقتصادي برتغالي، ولد في 1944 في بوفوا دي فارزيم في البرتغال.